# 硫色凤仙花
硫色凤仙花（学名：Impatiens thiochroa）为凤仙花科凤仙花属的植物，为中国的特有植物。分布于中国大陆的云南等地，生长于海拔2,850米至3,220米的地区，一般生长在冷杉林下阴湿处，目前尚未由人工引种栽培。